# Charlotte County (Florida)
Das Charlotte County ist ein County im Bundesstaat Florida der Vereinigten Staaten. Der Verwaltungssitz (County Seat) ist Punta Gorda.

## Geographie
Das County liegt im mittleren Süden von Florida, grenzt im Westen an den Golf von Mexiko und hat eine Fläche von 2225 Quadratkilometern, wovon 429 Quadratkilometer Wasserfläche sind. Es grenzt im Uhrzeigersinn an folgende Countys: Highlands County, Glades County, Hendry County, Lee County, Sarasota County und DeSoto County.
Das County wird vom Office of Management and Budget zu statistischen Zwecken unter dem Namen Punta Gorda, FL Metropolitan Statistical Area geführt. Mit der angrenzenden Metropolregion Sarasota sowie mit dem DeSoto County wird das Gebiet zur CSA North Port–Sarasota zusammengefasst.

## Geschichte
Das Charlotte County wurde am 23. April 1921 aus dem DeSoto County gebildet und nach der Bucht von Charlotte Harbor benannt.

## Demographie
Gemäß der Volkszählung 2010 verteilten sich die damaligen 159.978 Einwohner auf 100.632 Haushalte. Die Bevölkerungsdichte lag bei 89,1 Einw./km². 90,0 % der Bevölkerung waren Weiße, 5,7 % Afroamerikaner, 0,3 % Indianer und 1,2 % Asian Americans. 1,1 % waren Angehörige anderer Ethnien und 1,7 % verschiedener Ethnien. 5,8 % der Bevölkerung bestand aus Hispanics oder Latinos.
Im Jahr 2010 lebten in 17,7 % aller Haushalte Kinder unter 18 Jahren sowie 50,2 % aller Haushalte Personen mit mindestens 65 Jahren. 65,2 % der Haushalte waren Familienhaushalte (bestehend aus verheirateten Paaren mit oder ohne Nachkommen bzw. einem Elternteil mit Nachkomme). Die durchschnittliche Größe eines Haushalts lag bei 2,14 Personen und die durchschnittliche Familiengröße bei 2,57 Personen.
16,1 % der Bevölkerung waren jünger als 20 Jahre, 14,5 % waren 20 bis 39 Jahre alt, 25,8 % waren 40 bis 59 Jahre alt und 43,6 % waren mindestens 60 Jahre alt. Das mittlere Alter betrug 56 Jahre. 48,6 % der Bevölkerung waren männlich und 51,4 % weiblich.
Das durchschnittliche Jahreseinkommen lag bei 45.112 $, dabei lebten 11,4 % der Bevölkerung unter der Armutsgrenze.
Im Jahr 2000 war englisch die Muttersprache von 90,72 % der Bevölkerung, spanisch sprachen 4,55 % und 4,73 % hatten eine andere Muttersprache.

## Kultur und Sehenswürdigkeiten

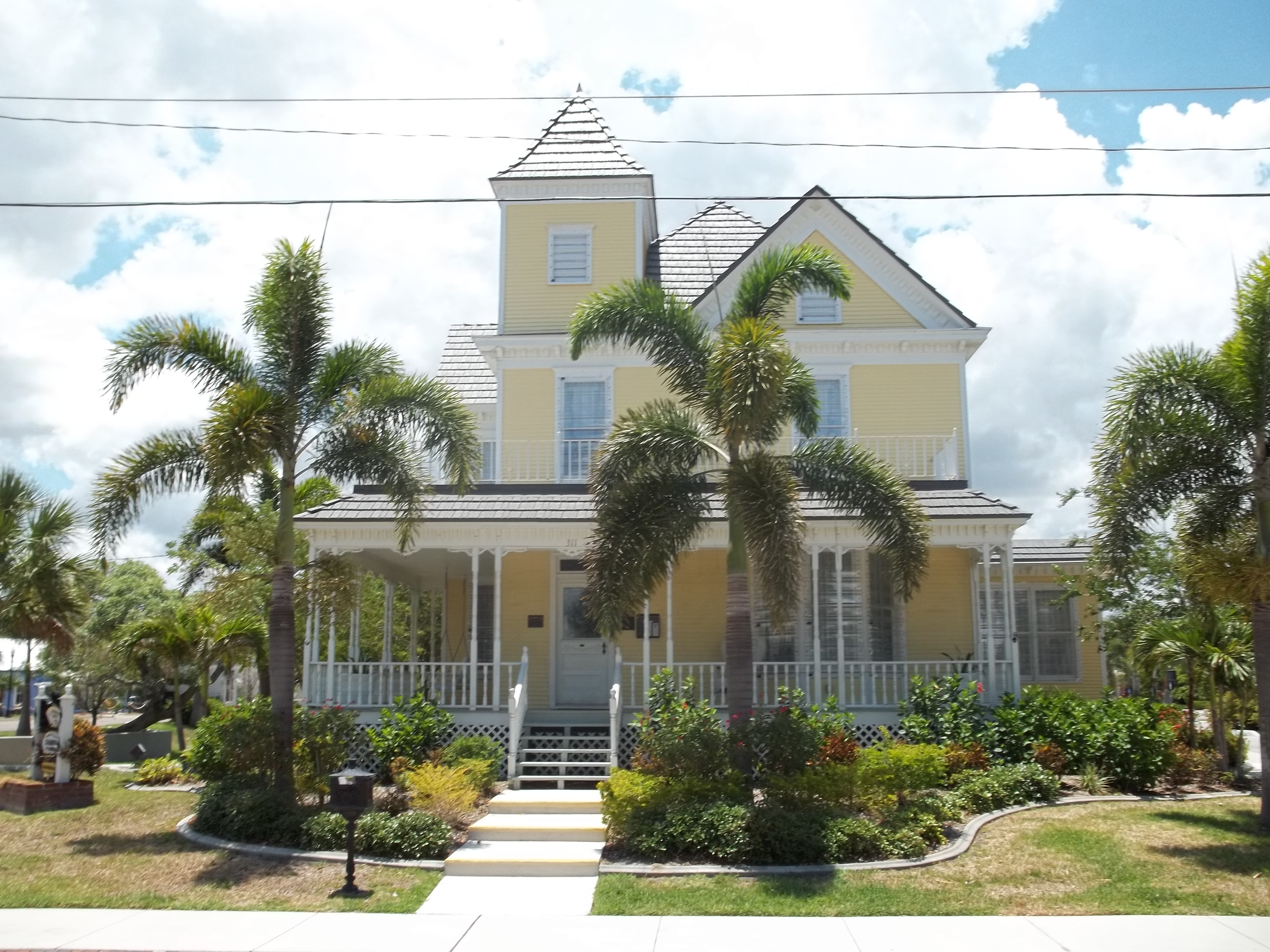
A. C. Freeman House (2011). Das Haus wurde 1903 im Queen-Anne-Stil errichtet. Das Grundstück gehörte vor dem Kauf durch Augustus C. Freeman dem späteren Gouverneur Albert W. Gilchrist. Im Januar 1987 wurde es als erstes Objekt des County in das NRHP eingetragen.

Insgesamt sind 17 Bauwerke, Stätten und historische Bezirke (Historic Districts) im Charlotte County im National Register of Historic Places („Nationales Verzeichnis historischer Orte“; NRHP) eingetragen (Stand 16. Januar 2023), darunter ein Bahnhof und eine archäologische Fundstätte.

## Bildungseinrichtungen
- Edison College in Punta Gorda

## Orte im Charlotte County
Orte im Charlotte County mit Einwohnerzahlen der Volkszählung von 2010:
City:
- Punta Gorda (County Seat) – 16.641 Einwohner

Census-designated places:
- Charlotte Harbor – 3.714 Einwohner
- Charlotte Park – 2.325 Einwohner
- Cleveland – 2.990 Einwohner
- Englewood – 14.863 Einwohner
- Grove City – 1.804 Einwohner
- Harbour Heights – 2.987 Einwohner
- Manasota Key – 1.229 Einwohner
- Port Charlotte – 54.392 Einwohner
- Rotonda – 8.759 Einwohner
- Solana – 742 Einwohner